# Arese
Arese es una localidad italiana de la provincia de Milán, región de Lombardía, con 19.577 habitantes. Es limítrofe con Milán, Lainate, Garbagnate Milanese, Bollate, Rho.

## Evolución demográfica
| Gráfica de evolución demográfica de Arese entre 1861 y 2001 |
|                                                             |
| Fuente ISTAT - elaboración gráfica de Wikipedia             |